# 社会主义和宗教
《社会主义和宗教》（俄语：СОЦИАЛИЗМ И РЕЛИГИЯ）是俄国革命家弗拉基米尔·列宁创作的政治著作，首次出版于1905年。
在该文中，列宁阐述了宗教产生的根源，表明了布尔什维克对待宗教的态度，明确了社会主义国家必须实行“政教分离”的原则。布尔什维克认为这是对马克思主义宗教观的丰富和完善。